# Miku Tashiro
Miku Tashiro (田代 未来?, Tashiro Miku; Hachiōji, 7 aprile 1994) è una judoka giapponese.

## Palmarès
- Mondiali

Čeljabinsk 2014: bronzo nei 63 kg.
Astana 2015: bronzo nei 63 kg.
Baku 2018: argento nei 63 kg.
Tokyo 2019: argento nei 63 kg.
- Giochi olimpici giovanili

Singapore 2010: oro nei 63 kg.
- Mondiali juniores

Agadir 2019: oro nei 63 kg.
- Mondiali cadetti

Budapest 2009: oro nei 63 kg.

### Vittorie nel circuito IJF
| Data             | Località        | Paese       | Categoria     |
| ---------------- | --------------- | ----------- | ------------- |
| 21 giugno 2014   | Budapest        | Ungheria    | Grand Prix    |
| 23 maggio 2015   | Rabat           | Marocco     | World Masters |
| 28 maggio 2016   | Guadalajara     | Messico     | World Masters |
| 1º luglio 2017   | Hohhot          | Cina        | Grand Prix    |
| 2 dicembre 2017  | Tokyo           | Giappone    | Grand Slam    |
| 16 dicembre 2017 | San Pietroburgo | Russia      | World Masters |
| 22 febbraio 2019 | Düsseldorf      | Germania    | Grand Slam    |
| 11 maggio 2019   | Baku            | Azerbaigian | Grand Slam    |